# Uni Air
UNI Air (кит. 立榮航空) — тайваньская авиакомпания со штаб-квартирой в городе Чжуншань (Тайбэй, Китайская Республика), работающая в сфере внутренних и региональных перевозок. Полностью принадлежит крупному магистральному авиаперевозчику Тайваня EVA Air.
Главными транзитными узлами (хабами) авиакомпании являются международный аэропорт Таоюань, аэропорт Тайбэй Суншань и международный аэропорт Гаосюн.

## Общие сведения
До 1996 года компания работала под именем Makung Airlines (кит. 馬公航空), затем была выкуплена EVA Air. В 1998 году магистрал объединил перевозчика с двумя другими авиакомпаниями — Great China Airlines (кит. 大華航空) и Taiwan Airways (кит. 臺灣航空), объединённая структура получила новый бренд UNI Airways (UNI Air).
В современном периоде UNI Air занимает доминирующее положение на рынке пассажирских перевозок внутри Китайской Республики. Вследствие избытка операционных мощностей несколько самолётов McDonnell Douglas MD-90 компании были перекрашены в ливрею EVA Air и используются на её международных маршрутах. В конце 2000-х годов UNI Air открыла свой третий хаб в Гаосюне, а в 2007 году получила официальное разрешение на полёты в Японию.

## Маршрутная сеть

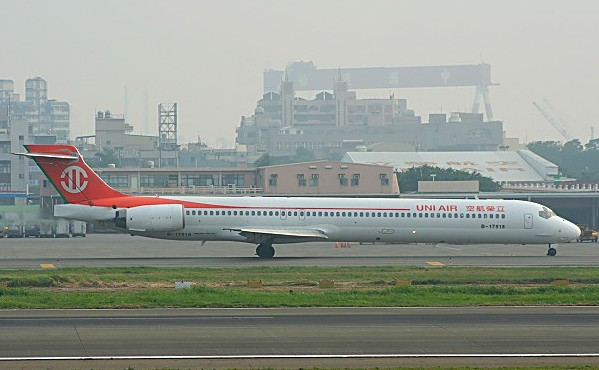
McDonnell Douglas MD-90 авиакомпании UNI Air в международном аэропорту Гаосюн, октябрь 2006 года

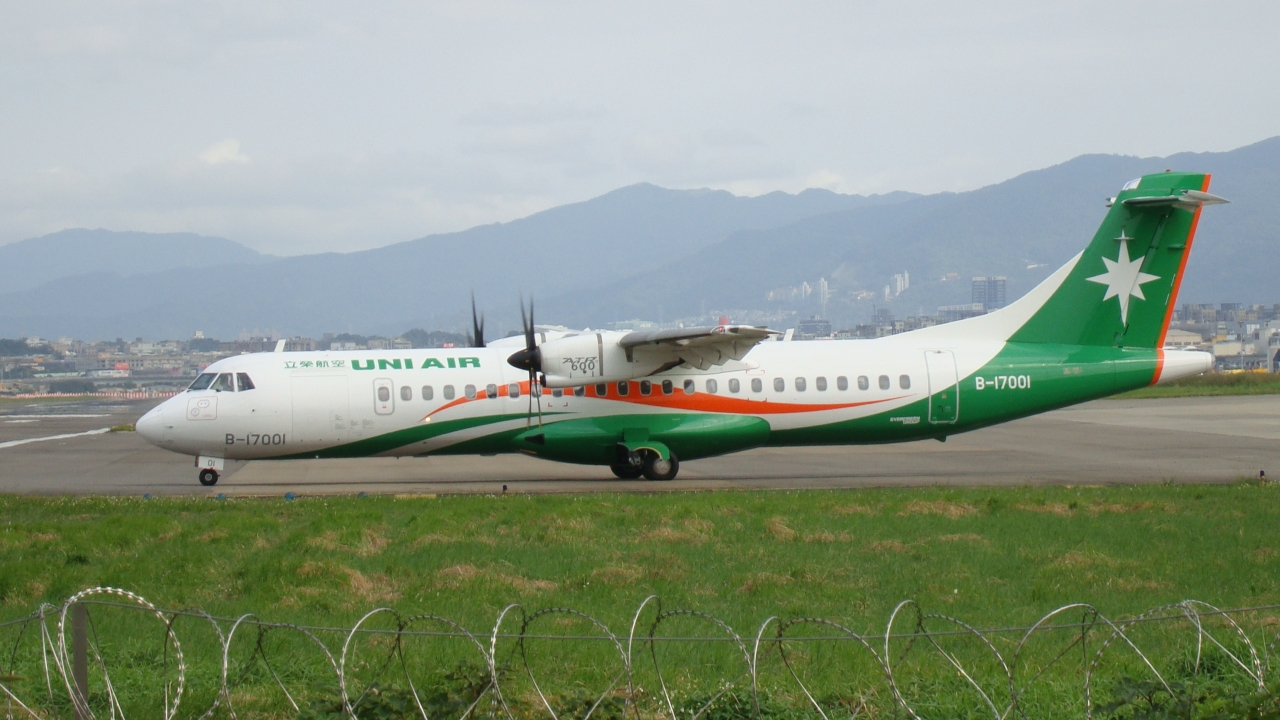
ATR 72-600 авиакомпании UNI Air в аэропорту Тайбэй Суншань

UNI Air осуществляет регулярные пассажирские перевозки главным образом по внутренним в Китайской Республике и Китае маршрутам, а также обслуживает чартерные направления в Бангкок, Ханой и Сеул.
В январе 2013 года маршрутная сеть регулярных перевозок авиакомпании UNI Air охватывала следующие пункты назначения:
- Тайвань
  - Цзяи — аэропорт Цзяи
  - Хенгчун — аэропорт Хенгчун
  - Гаосюн — международный аэропорт Гаосюн хаб
  - Цзиньмэнь — аэропорт Цзиньмэнь
  - Магун — аэропорт Магун
  - Мацзу — аэропорт Мацзу Бейган
  - Пиндун — аэропорт Пиндун
  - Тайчжун — аэропорт Тайчжун
  - Тайнань — аэропорт Тайнань
  - Тайбэй
    - аэропорт Тайбэй Суншань хаб
    - международный аэропорт Тайвань Таоюань хаб

  - Тайдун — аэропорт Тайдун
- Китай
  - Чунцин — международный аэропорт Цзянбэй
  - Фучжоу — международный аэропорт Фучжоу Чанлэ
  - Далянь — международный аэропорт Далянь Чжоушуйцзы
  - Ханчжоу — международный аэропорт Ханчжоу Сяошань
  - Куньмин — международный аэропорт Куньмин Чаншуй
  - Нанкин — международный аэропорт Нанкин Лукоу
  - Нинбо — международный аэропорт Нинбо Лишэ
  - Циндао — международный аэропорт Циндао Лютин
  - Шэньян — международный аэропорт Шэньян Таосянь[4]
  - Шэньчжэнь — международный аэропорт Шэньчжэнь Баоань
  - Хуаншань — международный аэропорт Хуаншань Туньси[4]
  - Сямынь — международный аэропорт Сямынь Гаоци
- Вьетнам
  - Ханой — международный аэропорт Ханой
- Республика Корея
  - Сеул — международный аэропорт Инчхон[5]

### Партнёрские соглашения
В январе 2013 года UNI Air имела код-шеринговые соглашения со следующими авиакомпаниями:
| - Air China (Star Alliance) - EVA Air (Star Alliance) - Hainan Airlines | - Shandong Airlines - Shenzhen Airlines - XiamenAir (SkyTeam) |

## Флот
В апреле 2015 года воздушный флот авиакомпании UNI Air составляли следующие самолёты средним возрастом в 4,5 года:

## Авиапроисшествия и инциденты
- 24 августа 1999 года. McDonnell Douglas MD-90 (регистрационный B-17912) авиакомпании UNI Air, выполнявший регулярный рейс 873 из международного аэропорта Тайбэй Суншань в аэропорт Хуалянь, совершил посадку на взлётно-посадочную полосу 21 аэропорта назначения. Практически сразу после касания в передней части пассажирского салона произошёл взрыв, салон сразу охватило огнём и густым дымом. Экипаж применил режим аварийного торможения, сообщил о нештатной ситуации диспетчерам аэропорта и после остановки лайнера приступил к эвакуации пассажиров. Прибывшие части пожарного расчёта потушили пожар, однако к тому времени выгорела почти вся верхняя часть фюзеляжа. Успешно эвакуировались 90 пассажиров и 6 членов экипажа. 14 пассажиров получили серьёзные ожоги, один человек впоследствии скончался в больнице. Расследование назвало главной причиной происшествия грубейшее нарушение техники безопасности при провозе на борту воздушного судна незащищённых легковоспламеняющихся грузов[8][9].